# Colour Me Free!

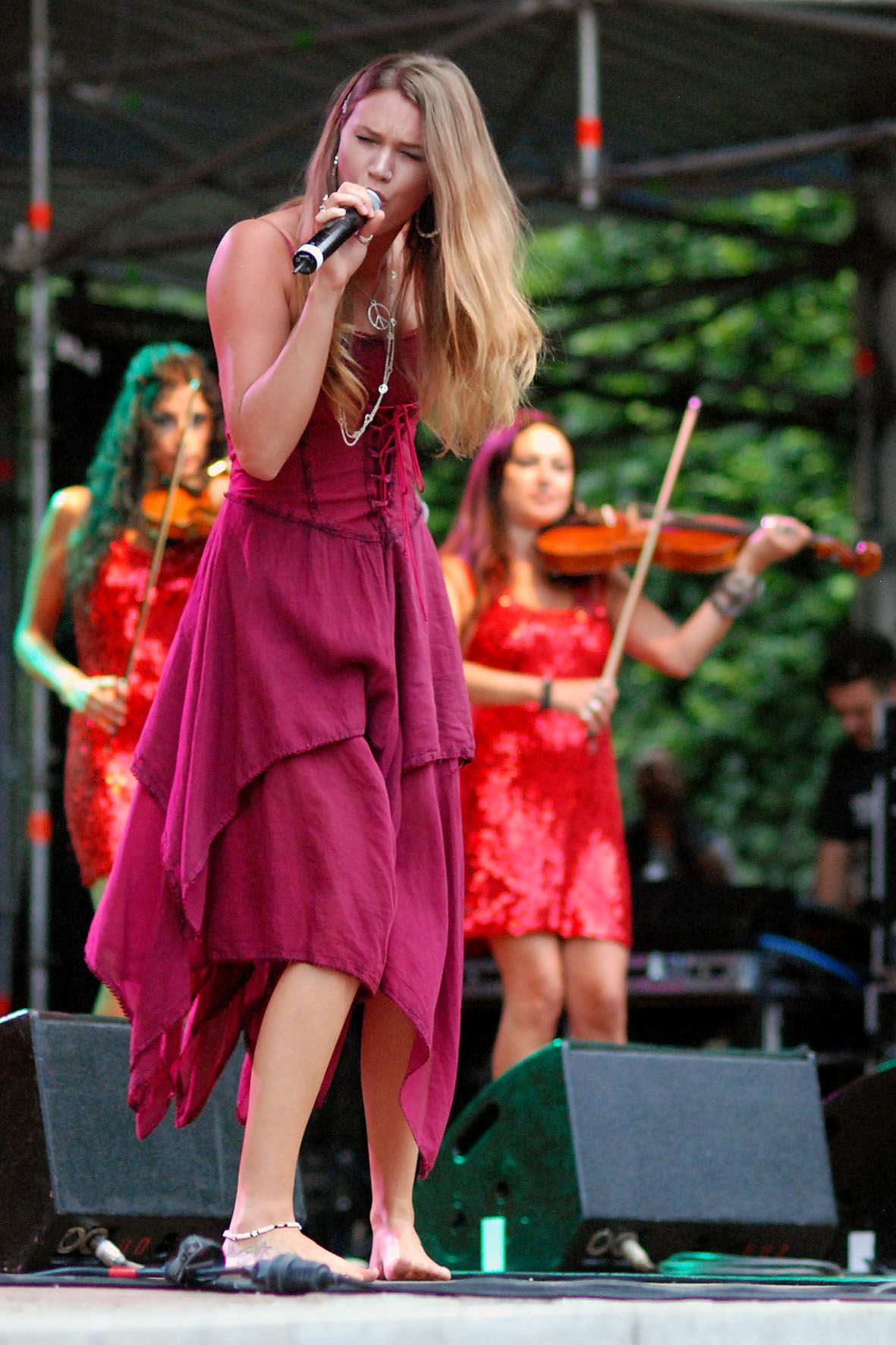
Joss Stone

Colour Me Free is het vierde studioalbum van de Britse R&B/Soul-zangeres Joss Stone. Stone heeft het album aangekondigd in een interview op de Amerikaanse website van Billboard. Nadat het album bijna een half jaar werd uitgesteld, is in het begin van september duidelijk geworden dat Colour Me Free op 20 oktober 2009 uitkomt in de Verenigde Staten, en in Nederland op 30 oktober. Wereldwijd kwam het album op 2 november uit. De oorspronkelijke uitgavedatum was in april 2009.
De eerste single van het album, Free Me, is op 22 september uitgekomen als download bij iTunes. Op 8 november wordt het ook als echte cd uitgebracht.

## Productie
Stone had het album grotendeels in het geheim opgenomen in het begin van 2008, ze zegt hierover: "Ik wilde gewoon niet dat EMI zich met mijn plaat zou gaan bemoeien!". Haar moeder heeft een academie voor beginnende zangers, Mama Stones, daar heeft Stone het album opgenomen. Ze heeft dit waarschijnlijk gedaan omdat de platenmaatschappij vlak voor de uitgave van haar vorige album, Introducing Joss Stone, veel aan het album heeft veranderd.

### Conflict met haar platenmaatschappij
Stone wou £ 2 miljoen betalen om nu bij haar platenmaatschappij, EMI, te kunnen vertrekken, zegt het Britse nieuwsblad The Daily Mail. De zangers heeft gezegd dat ze niet langer met EMI kan samenwerken. Ze schreef voor het nieuwe album ook een nummer, genaamd "Free Me", wat erover gaat dat ze vrij wil worden gelaten.
De platenmaatschappij heeft het aanbod niet alleen geweigerd, maar stapt ook naar de rechter, omdat deze van mening is dat er sprake is van contractbreuk, omdat Stone de nummers voor haar nieuwe album Colour Me Free achter zou hebben gehouden. Stone heeft dit weerlegd, zeggende dat EMI het album vertraagt.
Sinds EMI in 2007 is overgenomen door de onderneming Terra Firma, zijn al meerdere artiesten, zoals Paul McCartney, de Rolling Stones en Radiohead vertrokken. In april spande de leden van Pink Floyd ook een rechtszaak aan tegen EMI, omdat ze niet genoeg royalty's hebben gekregen voor hun albums. En nu wil Stone dus ook vertrekken. Ze zou in januari een aanvraag hebben ingediend. Stone probeerde £1,2 miljoen van een voorschot uit 2006 terug te betalen, en nog eens £800.000 als schadevergoeding voor Colour Me Free. Met minimale promotie werd het album uiteindelijk in oktober 2009 wereldwijd uitgebracht. Hoewel het in een aantal Europese landen en zelfs in de VS nog de Top 10 van de albumlijst haalde, flopte Colour Me Free in Engeland door op #75 te eindigen in de eerste week van de verkoop en daarmee was de piek van de cd ook meteen bereikt.

## Afspeellijst
1. Free Me
2. Could Have Been You
3. Parallel Lines (met Jeff Beck en Sheila E.)
4. Lady
5. 4 And 20
6. Big 'Ol Game (met Raphael Saadiq)
7. Governmentalist (met Nas)
8. Incredible
9. You Got The Love
10. I Believe It To My Soul (met David Sanborn)
11. Stalemate (met Jamie Hartman)
12. Girlfriend On Demand

## Uitgavedata
| Datum      | Land             | Label  |
| ---------- | ---------------- | ------ |
| 20 oktober | Verenigde Staten | Virgin |
| 30 oktober | Nederland        | EMI    |
| 30 oktober | Italië           | EMI    |
| 2 november | Wereldwijd       | EMI    |
| 3 november | Australië        | EMI    |
| 3 november | Brazilië         | EMI    |

## Hitnotering
| "Colour Me Free!" in de Nederlandse Album Top 100 - binnen: 07-11-2009 | "Colour Me Free!" in de Nederlandse Album Top 100 - binnen: 07-11-2009 | "Colour Me Free!" in de Nederlandse Album Top 100 - binnen: 07-11-2009 | "Colour Me Free!" in de Nederlandse Album Top 100 - binnen: 07-11-2009 | "Colour Me Free!" in de Nederlandse Album Top 100 - binnen: 07-11-2009 | "Colour Me Free!" in de Nederlandse Album Top 100 - binnen: 07-11-2009 | "Colour Me Free!" in de Nederlandse Album Top 100 - binnen: 07-11-2009 | "Colour Me Free!" in de Nederlandse Album Top 100 - binnen: 07-11-2009 | "Colour Me Free!" in de Nederlandse Album Top 100 - binnen: 07-11-2009 | "Colour Me Free!" in de Nederlandse Album Top 100 - binnen: 07-11-2009 | "Colour Me Free!" in de Nederlandse Album Top 100 - binnen: 07-11-2009 | "Colour Me Free!" in de Nederlandse Album Top 100 - binnen: 07-11-2009 | "Colour Me Free!" in de Nederlandse Album Top 100 - binnen: 07-11-2009 | "Colour Me Free!" in de Nederlandse Album Top 100 - binnen: 07-11-2009 |
| Week                                                                   | 01                                                                     | 02                                                                     | 03                                                                     | 04                                                                     | 05                                                                     | 06                                                                     |                                                                        | 07                                                                     | 08                                                                     |                                                                        | 09                                                                     | 10                                                                     |                                                                        |
| ---------------------------------------------------------------------- | ---------------------------------------------------------------------- | ---------------------------------------------------------------------- | ---------------------------------------------------------------------- | ---------------------------------------------------------------------- | ---------------------------------------------------------------------- | ---------------------------------------------------------------------- | ---------------------------------------------------------------------- | ---------------------------------------------------------------------- | ---------------------------------------------------------------------- | ---------------------------------------------------------------------- | ---------------------------------------------------------------------- | ---------------------------------------------------------------------- | ---------------------------------------------------------------------- |
| Nummer                                                                 | 16                                                                     | 43                                                                     | 34                                                                     | 48                                                                     | 64                                                                     | 77                                                                     | uit                                                                    | 99                                                                     | 97                                                                     | uit                                                                    | 98                                                                     | 99                                                                     | uit                                                                    |